# Cladura flavoferruginea
Cladura flavoferruginea là một loài ruồi trong họ Limoniidae. Chúng phân bố ở miền Tân bắc.

## Hình ảnh

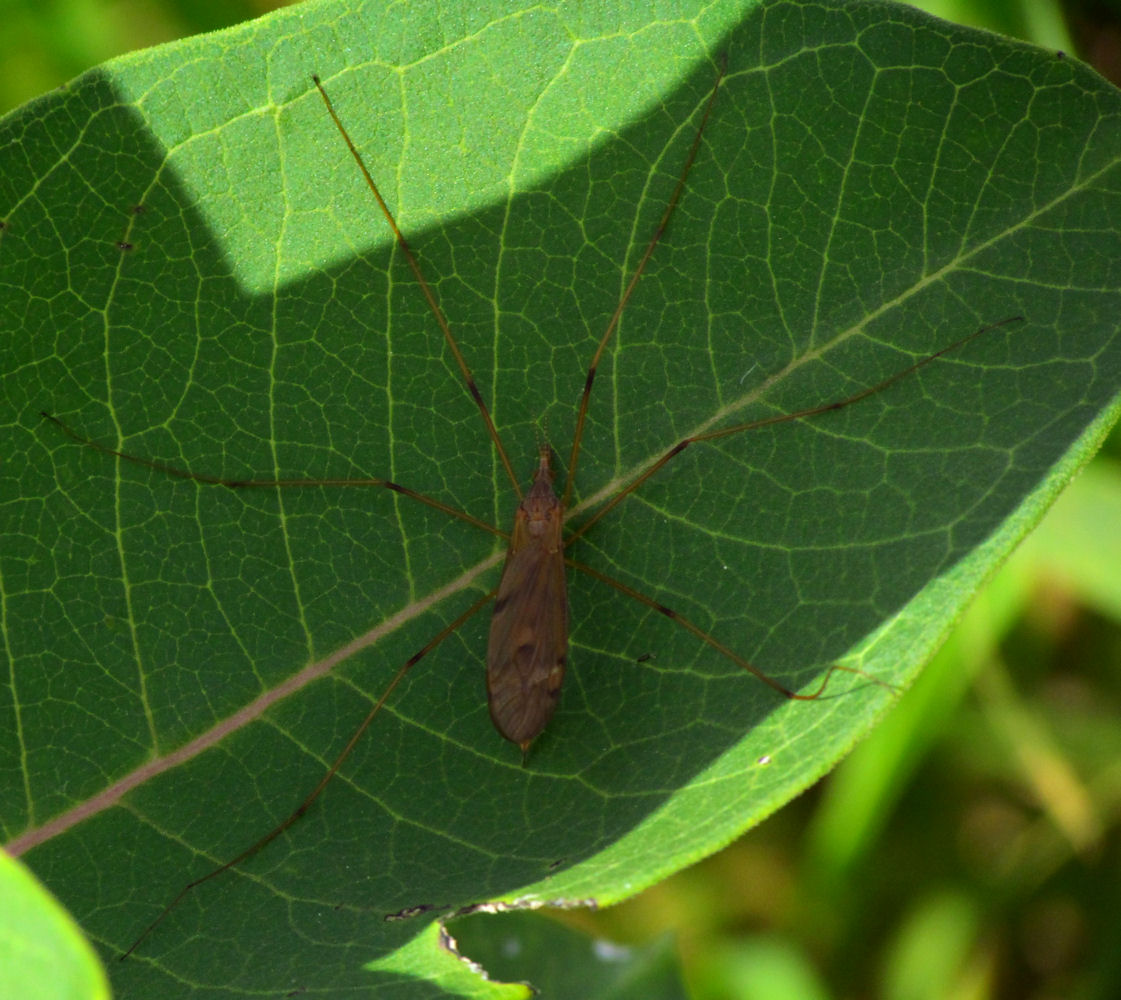
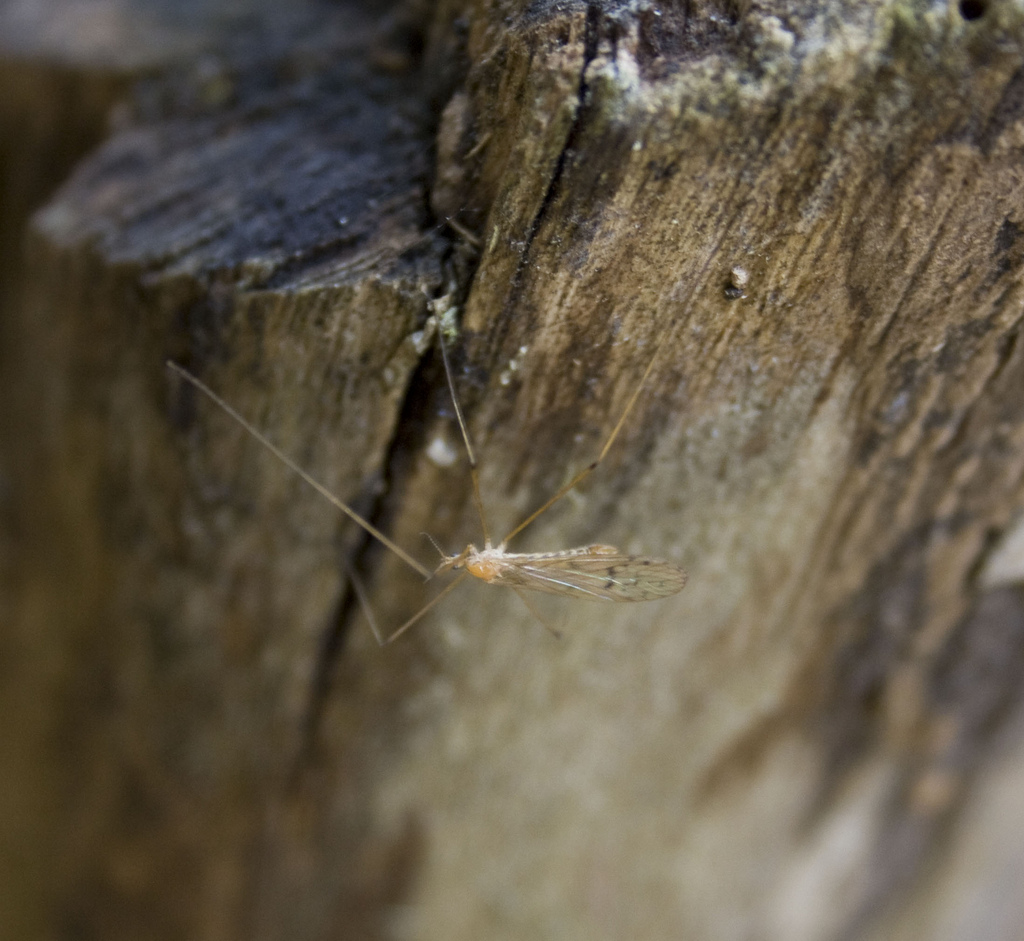

- Tư liệu liên quan tới Cladura flavoferruginea tại Wikimedia Commons